# Кеннінг-таун (станція)
51°30′50″ пн. ш. 0°00′30″ сх. д. / 51.513916666667° пн. ш. 0.0083888888888889° сх. д.
Кеннінг-таун (англ. Canning Town) — пересадна станція лінії Джубилі Лондонського метро та Доклендського легкого метро у Кеннінг-таун, Лондон. Розташована у 2-й та 3-й тарифній зонах, між станціями, для Джубилі, — Північний Гринвіч та Вест-Гем, для DLR — Іст-Індія та Роял-Вікторія і Стар-лейн та Вест-Сільвертаун. Пасажирообіг на 2017 рік, для Джубилі, — 13.28 млн осіб; для DLR, 2016 рік, — 22.919 млн осіб.

## Історія
- 14. червня 1847: Перше відкриття станції як Баркінг-роуд
- 1. липня 1873: перейменовано на Кеннінг-таун
- 1888: відкриття станції на новому місці
- 29. травня 1994: друге закриття станції
- 29. жовтня 1995: третє відкриття станції; початок трафіку DLR до Бектону
- 14. травня 1999: початок трафіку лінії Джубилі
- 2. грудня 2005: початок трафіку DLR до Кінг Джордж V
- 9. грудня 2006: припинення трафіку Північно-Лондонської лінії
- 31. серпня 2011: відкриття нових платформ DLR до Стратфорду[5]

## Пересадки
- на автобуси маршрутів: 5, 69, 115, 147, 241, 300, 309, 323, 330, 474 та нічні маршрути N15, N550, N551.